# Pardosa utahensis
Pardosa utahensis är en spindelart som beskrevs av Chamberlin 1919. Pardosa utahensis ingår i släktet Pardosa och familjen vargspindlar. Inga underarter finns listade i Catalogue of Life.